# كرايغ تي إينوك
كرايغ تي إينوك (بالإنجليزية: Craig T. Enoch)‏ هو قاضي ومحامي أمريكي، ولد في أبريل 1950.